# 千葉市消防航空隊
千葉市消防航空隊（ちばししょうぼうこうくうたい）は、千葉市消防局の組織。警防部航空課に属する。2機の消防防災ヘリコプターを保有・運用し、ヘリコプターを用いた情報収集・救助・救急・消火活動を任務としている。愛称は、「おおとり1号」・「おおとり2号」

## 概要
千葉市消防航空隊は、複雑多様化する都市型災害さらには大規模特殊災害に、一層の消防防災体制の強化を図るため、1992年（平成4年）4月に東京都江東区新木場の東京へリポートを暫定的な基地として発足、運航を開始した。これにより、超高層建築物・石油コンビナート・林野等の火災や､水難・山岳遭難事故等の救助活動、更には長距離搬送を必要とする救急活動などに、消防ヘリコプターの優れた機動力と作業性能の特性が生かされ、消防防災体制の強化が図られた。また、1994年（平成6年）4月から千葉市消防局へリポートを緑区平川町にて供用を開始。災害現場への到着時間が短縮した。さらに、365日出動体制を確立するため、1999年（平成11年）4月から2機運航体制に移行した。

## 沿革
- 1990年7月 : 消防ヘリコプター導入を決定
- 1991年10月 : 航空隊準備室を設置
- 1992年
  - 2月 : 消防ヘリコプター納入
  - 4月1日
    - 千葉市消防航空隊発足（東京へリポート内に基地を設置）
    - 千葉県広域消防相互応援協定に基づく航空特別応援を締結

  - 4月3日 
    - 大規模特殊災害時における広域航空消防応援実施計画に加わる
    - 災害初出動（危険物漏洩）

  - 7月24日 : 航空特別応援に基づく県内応援初出動（館山市 : 救急搬送）
- 1994年4月 : 千葉市消防局へリポート供用開始（基地を緑区平川町に移転）
- 1995年
  - 1月17日 - 1月28日 : 阪神・淡路大震災に伴う広域航空消防応援による応援出動（神戸市 : 調査飛行・物資輪送・傷病者搬送・人員輸送）
  - 4月 : 東京消防庁・横浜市・川崎市・千葉市航空機消防相互応援協定を締結
  - 6月 : 緊急消防援助隊に登録
  - 12月19日 : ｢おおとり」1000時間無事故飛行達成
- 1996年11月20日 : 2号機導入による365日災害対応を可能にするため、局内に「消防ヘリコプター導入検討準備委員会」を設置
- 1997年3月12日 : 大規模特殊災害時における広域航空消防応援（茨城県 : 空中消火）
- 1999年
  - 3月30日 : 消防ヘリコプター2号機導入
  - 4月1日 : 2号機運航開始に伴い、2機による出動体制が確立
- 2000年4月18日 : ｢おおとり」2000時間無事故飛行達成
- 2001年
  - 10月12日 : 回転翼航空機による救急業務実施要綱制定
  - 12月1日 : 千葉県広域消防相互応援協定に基づく航空特別応援実施要綱の一部を改正する要綱並びに、同要綱に基づく救急活動運用要領を制定
- 2002年4月6日 : 大規模特殊災害時における広域航空消防応援（東京都 : 空中消火）
- 2003年9月21日 : 航空特別応援に基づく臓器搬送（船橋市～羽田空港）
- 2004年
  - 2月18日 : ｢おおとり2号」1000時間無事故飛行達成
  - 4月1日 : 緊急消防援助隊運用要綱施行に伴い、登録機が2機となる
  - 10月5日 : ｢千葉市消防ヘリコプター更新整備検討委員会」を設置
  - 10月24日 - 11月2日 : 緊急消防援助隊運用要綱に基づく応援出動（新潟県中越地震 新潟県 : 傷病者搬送・隊員搬送・物資輸送など）
- 2005年3月25日 : ｢救助消防ヘリコプター、消防艇及び特殊災害対応車の出動に関する覚書」を千葉県と締結
- 2006年
  - 1月 :「おおとり」更新に伴い「おおとり1号」納入
  - 2月 :「おおとり1号」運用開始、「おおとり」売却引渡し
  - 2008年2月 : 千葉市消防航空隊、無事故5000時間達成
- 2010年
  - 4月1日 : 航空課が新設され、警防部航空課となる
  - 6月1日 : 救急隊と航空救急隊の同時出動体制の運用開始
- 2011年
  - 3月11日 - 4月30日 : 緊急消防援助隊運用要綱に基づく応援出動（東日本大震災 福島県）
    - 3月11日 - 31日 : 傷病者搬送・隊員搬送・物資輸送など
    - 4月1日 - 30日 : 空中消火・被害調査
- 2012年
  - 1月 : 千葉大学医学部附属病院と連携した「ドクターピックアップ方式による救急出動」本運用開始
  - 6月 : 千葉県救急医療センターと連携した「ドクターピックアップ方式による救急出動」本運用開始
- 2013年10月16日 - 31日 : 緊急消防援助隊運用要綱に基づく応援出動（伊豆大島土砂災害 東京都大島町 : 人員及び資器材搬送・物資輸送）
- 2015年9月11日 - 31日 : 緊急消防援助隊運用要綱に基づく応援出動（関東東北豪雨 茨城県常総市 : 捜索救助・救急搬送など）
- 2018年9月6日 : 緊急消防援助隊運用要綱に基づく応援出動（北海道胆振東部地震 北海道札幌市、安平町 :総務省消防庁の災害対策現地連絡員（5人）の緊急航空輸送）
- 2019年10月13日 : 緊急消防援助隊運用要綱に基づく応援出動（令和元年東日本台風による大雨被害 長野県、福島県、宮城県 : 情報収集・捜索救助）
- 2021年2月26日 - 28日 : 大規模特殊災害時における広域航空消防応援実施要網に基づく応援出動（群馬県桐生市における林野火災 : 空中消火・被害調査）
- 2024年1月7日-31日 :令和6年能登半島地震において緊急消防援助隊航空小隊とし被災地へ応援出動（石川県内における震災被害 :人員輸送・救助活動・情報収集）7日に総務省消防庁長官から出動の指示　11日に被災地へ（小松空港）出動

## 機体
- おおとり（初代）
  - 機種:AS365N2
  - 機体番号:JA6687
  - コールサイン:千葉消ヘリ
  - 運用期間:1992年1月 - 2006年2月
- おおとり1号
  - 機種:AS365N3
  - 機体番号:JA03CF
  - コールサイン:千葉消ヘリ1(千葉救ヘリ1)
  - 運用期間:2005年12月 -
- おおとり2号
  - 機種:AS365N3
  - 機体番号:JA119C
  - コールサイン:千葉消ヘリ2(千葉救ヘリ2)
  - 運用期間:1999年2月 -

## 愛称
同隊の航空機にはそれぞれ愛称がつけられており、「JA03CF」を「おおとり1号」、「JA119C」を「おおとり2号」としている。これは、かつて千葉市内に存在した稲毛飛行場で運用されていた鳳号に由来する。

## ドクターピックアップ方式での救急活動
千葉市内で、重症傷病者が発生した場合に、救急車と消防ヘリを同時出場させ、いち早く医師が傷病者に対し高度な治療を行いながら、消防ヘリによる速やかな医療機関への収容を行うことによって救命率の向上を目指す活動である。
救急現場に到着した救急隊は、傷病者に救命処置を行いながら、市内に複数箇所指定されている緊急時離着陸場へ向かう。同時に、消防ヘリは千葉大学医学部附属病院または、千葉県救急医療センターで医師や看護師を搭乗させ救急車が向かった緊急時離着陸場に向かい、現場や消防ヘリ内で医療処置を行いながら医療機関へ搬送する。